# Längjums församling
För församlingen som före 1574 fanns i Vedens härad, se Längjums socken, Vedens härad
Längjums församling var en församling i Skara stift och i Vara kommun. Församlingen uppgick 2002 i Larvs församling. 

## Administrativ historik
Församlingen har medeltida ursprung. Omkring 1800 införlivades Vässby församling, varefter namnet till 12 april 1889 var Längjum och Vässby församling.
Församlingen var till 2002 annexförsamling i pastoratet Larv, Längjum och Tråvad, som till 1962 även omfattade Södra Lundby församling, till omkring 1800 Vässby församling och åtminstone till 1555 Edums församling. Församlingen uppgick 2002 i Larvs församling.

## Kyrkor
- Längjums kyrka